# Калинович, Дмитрий Ефремович
Дмитрий Ефремович Калинович (1901—1968) — советский военачальник, генерал-майор танковых войск. Начальник Одесского Краснознамённого военного училища имени К. Е. Ворошилова, участник Гражданской, Советско-польской, Второй Советско-польской и Великой Отечественной войн.

## Биография
Родился 15 мая 1901 года в посёлке Сахновщина, Полтавской губернии.
С 1918 года на службе в Красной гвардии в качестве красногвардейца партизанского отряда, с 1919 года призван в ряды РККА служил в должности красноармейца Особого кавалерийского полка казака 1-го кавалерийского полка 8-й кавалерийской дивизии Червонного казачества в составе 14-й армии. С 1919 по 1922 год находился в должности казака 6-го и 1-го кавалерийского полка червонного казачества, участник Гражданской войны, воевал на Юго-Западном фронте. С 1920 по 1921 год участвовал в Советско-польской войне. С 1922 по 1924 год обучался в Школе младшего комсостава в составе 1-го кавалерийского корпуса Червонного казачества. С 1924 по 1929 год — командир отделения, взводный командир и старшина эскадрона 1-го казачьего полка. 
С 1929 по 1930 год обучался на Киевских военно-политических курсах. С 1930 по 1933 год служил в составе 3-й кавалерийской дивизии в должностях помощника командира эскадрона 15-го кавалерийского полка, политический руководитель эскадрона 16-го кавалерийского полка, помощник начальника полковой школы по политической части и политический руководитель 13-го кавалерийского полка. С 1933 по 1935 год обучался в Военно-политической академии имени В. И. Ленина. С 1935 по 1936 год — начальник полковой школы 16-го кавалерийского полка. С 1936 по август 1938 года — начальник полковой школы 14-го кавалерийского полка. С 1938 по 1941 год — начальник штаба 129-го кавалерийского полка в составе 14-й кавалерийской дивизии, участник Второй Советско-польской войны.
С апреля 1941 по январь 1943 года — командир 103-го горно-кавалерийского полка 20-й горно-кавалерийской дивизии. Участник Великой Отечественной войны с первых дней войны в составе этой дивизии. В конце октября 1941 года 20-я горно-кавалерийская дивизия была передислоцирована на Западный фронт, 25 октября 1941 года дивизия в составе 2-го гвардейского кавалерийского корпуса 16-й армии вступила в битву под Москвой, действовала на Клинско-солнечногорском направлении. с декабря 1941 года дивизия участвовала в контрнаступлении под Москвой и вела бои в районах Истра, Апальщина, Кубинка, Горбово. С 1943 по 1944 год — заместитель командира 20-й кавалерийской дивизии. С 1944 по 1946 год —  заместитель командира 17-й гвардейской кавалерийской дивизии, был четырежды ранен. 
С 1946 по 1948 год — командир 1-го гвардейского стрелкового полка в составе ГСВГ. С января по декабрь 1948 года — заместитель командира 1-й механизированной дивизии. С 1948 по 1950 год обучался в КУКС при Военной академии бронетанковых войск РККА имени И. В. Сталина. С 1950 по 1955 год — командир 14-й механизированной дивизии в составе 6-й гвардейской механизированной армии. С 1955 по 1957 год — начальник Одесского Краснознамённого военного училища им. К. Е. Ворошилова.  
С 1957 года в запасе.
Скончался 22 апреля 1968 года в Одессе.

## Высшие воинские звания
- Генерал-майор танковых войск (30.08.1953)[8]

## Награды
- Орден Ленина (21.02.1945)
- пять орденов Красного Знамени (10.02.1942, 25.01.1943, 07.09.1944, 03.11.1944)
- Орден Кутузова II степени (31.05.1945)
- Орден Александра Невского (30.09.1943)
- Орден Отечественной войны I степени (05.03.1945)
- Медаль «XX лет РККА» (1938)
- Медаль «За оборону Сталинграда» (1943)
- Медаль «За оборону Москвы» (01.05.1944)
- Медаль «За взятие Берлина» (1945)
- Медаль «За освобождение Варшавы» (1945)
- Медаль «За победу над Германией в Великой Отечественной войне 1941—1945 гг.» (09.05.1945)[9][10][1]